# Zauberberg (Spiel)
Zauberberg ist ein kooperatives Kinderspiel der deutschen Spieleautoren Jens-Peter Schliemann und Bernhard Weber. Das Spiel, bei dem die Spieler mit Hilfe von Irrlichtern versuchen, eine Gruppe von jungen Zauberlehrlingen durch einen Wald zu führen, ist für einen bis sechs Spieler ab fünf Jahren konzipiert und dauert etwa 15 Minuten.
Es ist im Jahr 2021 bei dem deutschen Verlag Amigo erschienen, 2022 wurde es als Kinderspiel des Jahres ausgezeichnet.

## Thema und Ausstattung
Bei dem Spiel versuchen die Spieler gemeinsam, eine Gruppe von jungen Zauberlehrlingen durch den Wald am Zauberberg zur Zauberakademie am Fuß des Berges zu führen. Sie begeben sich in einen Wettlauf mit einer Gruppe böser Hexen, die dem Leiter der Akademie, dem Magier Balduin, seinen Zauberstab stehlen wollen.
Das Spielmaterial besteht neben einer Spieleanleitung aus:
- einem Spielplan mit der Strecke durch den Wald und Stützen zur Schrägstellung,
- einem doppelseitigen Zielfeld,
- sechs Zauberlehrlingsfiguren,
- vier Hexenfiguren,
- fünf Glaskugeln (Irrlichter) in fünf Farben und
- einem Beutel.

## Spielweise
Zur Spielvorbereitung wird das Spielfeld mit den Stützen und dem Zielfeld aufgebaut. Die Zauberlehrlinge werden auf den entsprechenden Startfeldern platziert, die Hexenfiguren kommen auf die entsprechend markierten Felder auf dem Spielplan. Zuletzt werden die fünf Glaskugeln in den Beutel gelegt und ein Startspieler bestimmt (nach Regel „der Mutigste“).

### Spielregeln
Das Spiel ist kooperativ, die Spieler versuchen also gemeinsam, das Spiel zu gewinnen. Es wird reihum im Uhrzeigersinn gespielt. Der jeweils aktive Spieler zieht blind eine Kugel aus dem Beutel und lässt diese durch eine der sechs Öffnungen am oberen Rand des Spielplans in den Weg rollen. Trifft die Kugel auf eine Figur, wird diese auf das nächste freie Feld der Farbe des Irrlichts gestellt und die Kugel roll weiter. Sie kann dabei auf weitere Figuren, Zauberlehrlinge und Hexen, treffen, die entsprechend auch vorwärts ziehen. Das Irrlicht bleibt am unteren Rand des Spielfelds liegen und wird nicht in den Beutel zurückgelegt, bevor alle anderen Farben gezogen und gespielt wurden.
Wird eine Figur vom Irrlicht getroffen und kann auf kein Feld mehr gestellt werden, zieht sie bis zum Zielfeld vor. Das Spiel ist gewonnen, wenn der vierte Zauberlehrling das Zielfeld erreicht hat, bevor die dritte Hexe dort ankommt. Gelingt dies nicht, haben die Mitspieler gemeinsam verloren.

### Varianten
Um das Spiel einfacher oder schwerer zu gestalten, kann die Anzahl der benötigten Zauberlehrlinge im Ziel variiert werden. Die Rückseite des Zielfeldes gibt zudem eine Option, das Spiel schwieriger zu gestalten und Punkte entsprechend der Anzahl der Zauberlehrlinge und Hexen am Spielende zu vergeben.
Im Teamspiel „Hexen gegen Zauberlehrlinge“ wird in zwei Teams gegeneinander gespielt. Dabei versucht jedes Team, die eigenen Figuren – je vier Hexen oder Zauberlehrlinge – jeweils zuerst vollständig ins Ziel zu bringen, bevor dies dem gegnerischen Team gelingt. Sobald ein Team drei Figuren im Ziel hat, gewinnt es das Spiel.

## Versionen und Rezeption
Das Spiel wurde von den deutschen Spieleautoren Jens-Peter Schliemann und Bernhard Weber entwickelt und im Jahr 2021 bei dem Spieleverlag Amigo veröffentlicht. Im gleichen Jahr erschien es auch in einer englischen Version unter dem Titel Magic Mountain, ebenfalls bei Amigo.
Im Mai 2022 wurde das Spiel neben den Spielen Mit Quacks & Co. nach Quedlinburg und Auch schon clever, beide von dem Österreicher Wolfgang Warsch, für das Kinderspiel des Jahres nominiert und konnte diesen Preis im Juni auch gewinnen. Die Jury kommentierte das Spiel und die Entscheidung wie folgt:

„In Zauberberg kommt die beliebte Kugelbahn auf eine neue Art zum Einsatz. Sie wird zum Schauplatz für ein magisches Wettrennen – kooperativ, in Teams oder auch alleine. Der attraktive Spielaufbau zieht die Kinder an den Spieltisch und der innovative Murmelmechanismus lässt sie so schnell nicht wieder los. Angeregten Diskussionen zur Platzierung der Murmeln folgen gebannte Blicke auf die Kugelbahn. Das ist ein Gesamtpaket, das alle Kinder immer wieder bezaubert.“

## Belege
1. 1 2 3 4 5  Spieleanleitung Zauberberg, Amigo 2022 (Download auf Homepage (Memento des Originals vom 4. Juli 2022 im Internet Archive)  Info: Der Archivlink wurde automatisch eingesetzt und noch nicht geprüft. Bitte prüfe Original- und Archivlink gemäß Anleitung und entferne dann diesen Hinweis.); abgerufen am 21. Juni 2022
2. ↑  Zauberberg, Versionen bei BoardGameGeek. Abgerufen am 21. Juni 2022.
3. ↑  Zauberberg auf der Website des Spiel des Jahres e.V.; abgerufen am 21. Juni 2022